# Ladora
Ladora est une ville du comté d'Iowa, en Iowa, aux États-Unis. Elle est fondée en 1867 et incorporée le 27 décembre 1879.

## Source de la traduction
- (en) Cet article est partiellement ou en totalité issu de l’article de Wikipédia en anglais intitulé « Ladora, Iowa » (voir la liste des auteurs).